# 존 헨리 뮤어헤드
존 헨리 뮤어헤드(John Henry Muirhead, 1855~1940)는 영국의 철학자, 경제학자이다. 글래스고 대학, 런던 대학의 교수를 거쳐 버밍엄 대학에서 철학과 경제학을 강의했다. 케어드(Caird)의 영향을 받은 영국의 신헤겔주의 철학의 대표자로 지목되며 도덕ㆍ사회ㆍ정치 등 여러 영역에 관한 저작을 남겼다.